# Sergei Michailowitsch Stischow
Sergei Michailowitsch Stischow, russisch Сергей Михайлович Стишов, englische Transkription Sergei Michailovich Stishov, (* 12. Dezember 1937 in Moskau)  ist ein russischer Physiker und Geochemiker, der sich mit Hochdruckphysik befasst.

## Leben
Stischow studierte an der Lomonossow-Universität mit dem Diplom 1960, wurde 1962 am Institut für Geochemie promoviert (Kandidatengrad) und 1974 am Institut für Kristallographie der Akademie der Wissenschaften habilitiert (russischer Doktortitel), an dem er seit 1962 war und 1968 Gruppenleiter und 1986 Abteilungsleiter wurde. Er ist Direktor des Instituts für Hochdruckphysik in Troizk.
1961 gelang ihm mit Swetlana W. Popowa am Institut für Hochdruckphysik in Troizk (Moskau) die Synthese einer Hochdruckvariante von Siliziumdioxid, das später nach ihm benannte Stishovit, in dem das Silizium sechsfach gebunden ist statt wie üblich vierfach. Es wurde bald darauf durch Edward C. T. Chao in einem Meteoritenkrater (Barringer-Krater) gefunden. Die Hochdruckvariante wurde schon 1952 von Albert Francis Birch vorhergesagt. Danach untersuchte er mit Neutronenstreuung viele weitere Substanzen unter hohen Drücken bis rund 100 Giga-Pascal, zum Beispiel festen Wasserstoff bis 31 GPa (mit Anwendungen auf die Physik von Gasplaneten wie Jupiter). 
Er befasste sich auch mit Quantenphasenübergängen und magnetischen Phasenübergängen in Festkörpern.
2005 erhielt er den Bridgman Award und 2014 die Kapiza-Goldmedaille.
Seit 1993 ist er Berater des Los Alamos National Laboratory. 1990 wurde er korrespondierendes und 2008 volles Mitglied der Russischen Akademie der Wissenschaften.

## Schriften
- Memoir on the discovery of high-density silica, High Pressure Research, Band 13, 1995, S. 245–280